# Tentatis
În mitologia celtică, Teutatis/Toutatis este zeul războiului, proector al tribului. Numele său vine de la "Thuata" ("Trib"). Mai este numit și Tutanis la gali.